# Henri-Léon Caillault
Henri-Léon Caillault, francoski general, * 1880, † 1952.